# Keizer Matthias
Matthias van Oostenrijk (Wenen, 24 februari 1557 — aldaar, 20 maart 1619), aartshertog van Oostenrijk (1608 - 1619), was keizer van het Heilige Roomse Rijk, koning van Hongarije (als Matthias II) en enige tijd landvoogd van de Nederlanden. Matthias probeerde zich tijdens zijn keizerschap in te zetten voor een verzoening tussen de protestanten en de katholieken, maar deze pogingen faalden. Dit zou in 1618 leiden tot de Boheemse Opstand, de eerste fase van de Dertigjarige Oorlog.

## Biografie

### Jeugd
Matthias werd geboren als de vierde zoon van keizer Maximiliaan II en diens vrouw Maria van Spanje. Hij verkreeg zijn scholing samen met zijn jongere broers van de Vlaamse humanist Ogier Gisleen van Busbeke.

### Landvoogd van de Nederlanden
In 1577 werd hij op 19-jarige leeftijd door de Staten-Generaal van de opstandige Habsburgse Nederlanden gevraagd om als landvoogd op te treden. De toenmalige landvoogd Don Juan had het Eeuwige Edict, waarin de opstandige gewesten afspraken met de Spaanse landvoogd hadden gemaakt, geschonden met een aanval op Namen en Antwerpen. Hierna weigerden de Staten-Generaal Don Juan nog als landvoogd te erkennen en werd op voorspraak van Filips III van Croÿ Matthias van Oostenrijk benaderd. Hij werd als een ideale compromiskandidaat gezien, die wellicht ook op de instemming van Filips II kon rekenen.
Matthias ging gretig op het aanbod in en vertrok zonder zijn broer keizer Rudolf II op de hoogte te stellen naar de Nederlanden. Daar was Filips III van Croÿ inmiddels gevangen genomen en niet in staat om de nieuwe landvoogd in te halen. In dit vacuüm stapte Willem van Oranje: omstreeks 21 november 1577 ontmoette Matthias de prins van Oranje in Antwerpen. De jonge en onervaren landvoogd bleek politiek geen partij te zijn voor Oranje en deze wist het vertrouwen van de nieuwe landvoogd te winnen. Hij ging de prins weldra beschouwen als een tweede vader en kwam in de volksmond dan ook bekend te staan als "de griffier van de prins".
Een jaar voor zijn vertrek naar de Lage Landen was in 1576 zijn vader Maximiliaan II overleden, maar diens erfenis was voor zijn dood nog niet verdeeld onder zijn kinderen. Rudolf II had de koninkrijken Bohemen en Hongarije al vergaard en kocht de aanspraken van zijn broers in april 1578 op deze gebieden af door hun een jaarlijkse toelage van 45.000 Duitse gulden te bieden.
Matthias nam aanvankelijk zijn intrek in de Sint-Michielsabdij in Antwerpen en kreeg op 8 december het formele verzoek om de landvoogdij op zich te nemen. De voorwaarden waaronder Matthias de landvoogdij had geaccepteerd, waren behoorlijk groot. Willem van Oranje werd aangesteld als zijn luitenant-generaal en op 18 januari 1578 werd de nieuwe landvoogd feestelijk onthaald in Brussel. De beperkte regeringsbevoegdheid van Matthias was dusdanig dat hij gezien kan worden als een constitutioneel vorst avant la lettre.
In Antwerpen kreeg Matthias te maken met de verscherpte verhoudingen tussen katholieken en calvinisten in de Nederlanden. Zo werd in Antwerpen de Hemelvaartsprocessie van 1579 door de calvinisten onmogelijk gemaakt en raakte hij ingesloten in de Onze-Lieve-Vrouwekathedraal. Hij werd uiteindelijk door Willem van Oranje in veiligheid gebracht. De toelage die Matthias door de Staten was toegezegd werd nauwelijks uitgekeerd en dat leidde ertoe dat hij in 1579 zijn hele hofhouding moest ontslaan.
In 1581 werd Frans van Anjou door de Staten aangesteld als de nieuwe soeverein der Nederlanden en hierdoor kwam ook de periode van Matthias in de Lage Landen ten einde. Gedurende zijn regering als landvoogd had hij niets voor elkaar kunnen krijgen. Voor zijn vertrek werd er van hem geëist dat hij zijn schuldeisers zou betalen. Hierop moest Matthias zijn hele Europese netwerk aanspreken om het geld bij elkaar te krijgen. Tot hij het geld had betaald, stond hij onder huisarrest. Pas op 29 oktober kon hij vertrekken en liet hij zich inschepen naar Keulen.

### Stadhouder in Oostenrijk
Door zijn avontuur in de Nederlanden verkreeg Matthias last van de wrok van zijn neef Filips II van Spanje. Deze blokkeerde de pogingen van Matthias om een prinsbisdom te verwerven. Zo dwarsboomde hij Matthias pogingen om voet aan de grond te krijgen in Keulen, Luik en Münster. De kansen keerden voor hem in 1593 toen hij zijn broer Ernst van Oostenrijk opvolgde als stadhouder van Oostenrijk (de aartshertogdommen Oostenrijk boven de Enns en Oostenrijk beneden de Enns).
Matthias slaagde er in 1606 in om vrede met het Ottomaanse Rijk te sluiten met het Verdrag van Zsitvatorok, dat een einde maakte aan de Vijftienjarige Oorlog. De Habsburgers gingen akkoord met wat gebiedsverlies, maar in ruil hiervoor zou de Ottomaanse sultan de Duitse keizer erkennen als zijn gelijke. Vijf maanden eerder had Matthias ook het Verdrag van Wenen kunnen sluiten met de Hongaarse opstandeling István Bocskai. Hierin werd Bocskai erkend als vorst van Transsylvanië en werd besloten dat Matthias zou fungeren als gouverneur-generaal van het koninklijk Hongarije.

### Successiekwestie

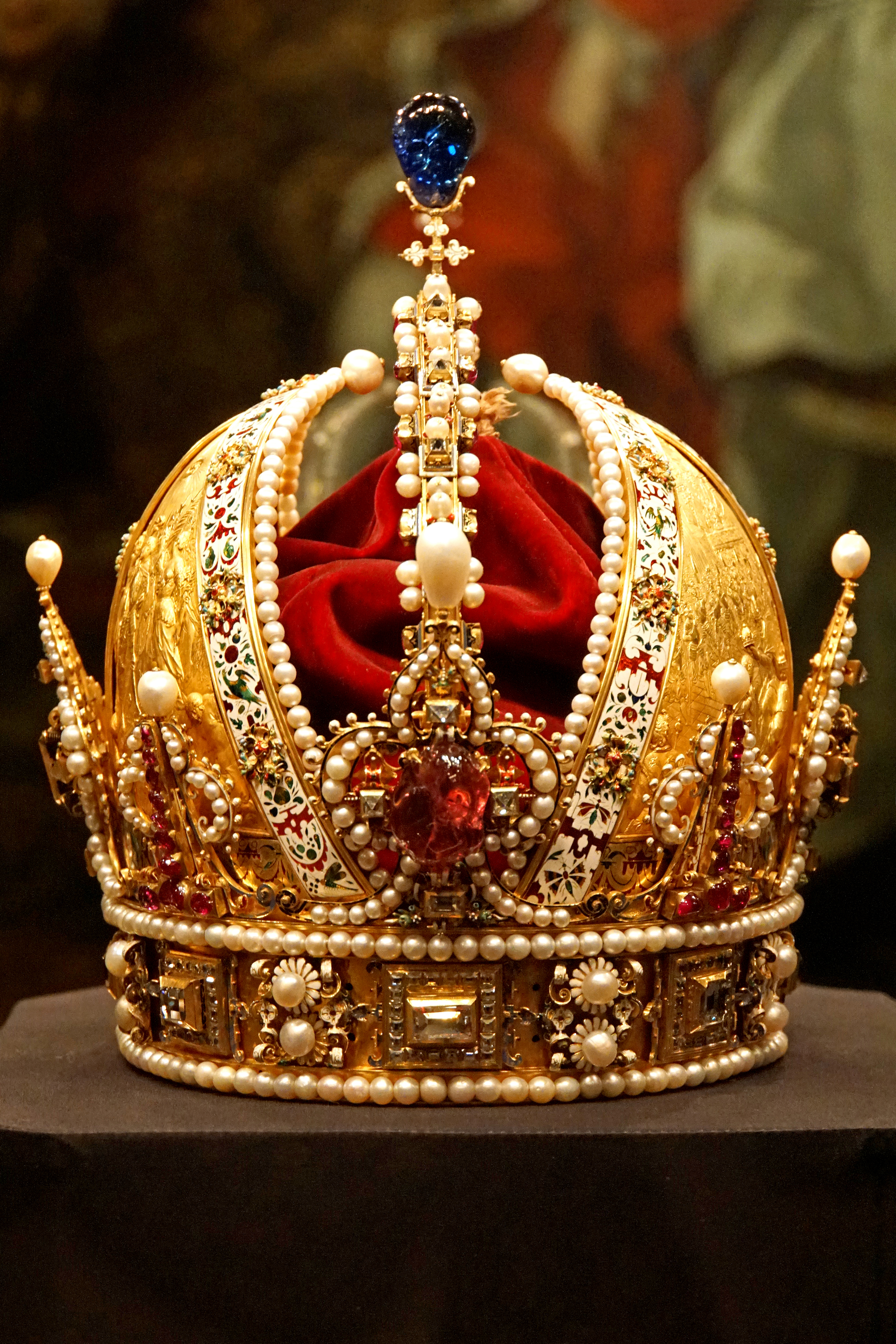
De kroon van Rudolf II

Met de dood van Ernst was ook opvolging van het keizerschap open komen te liggen. Matthias' broer Maximiliaan zou zijn rechten hebben verbeurd toen hij besloot in 1585 om grootmeester van de Duitse Orde te worden. De Spaanse tak van het huis Habsburg had ook invloed op het successieproces en zag het avontuur van Matthias in de Nederlanden als een obstakel voor zijn kandidatuur. Na mislukte huwelijksonderhandelingen met Maria de' Medici sloot Rudolf een akkoord met Matthias over de opvolging, maar uiteindelijk bleek dat Rudolf zijn broer eerder aan het lijntje hield, waarop deze ontgoocheld Praag weer verliet.
Omstreeks 1600 begon keizer Rudolf tekenen te vertonen van een minder goede geestelijke gesteldheid. Uit vrees dat de situatie erger zou worden kwamen Matthias, Maximiliaan en Ferdinand in november 1600 te Schottwien samen om de situatie te bespreken. De heren kwamen overeen dat Rudolf als de situatie verergerde tot abdicatie gedwongen zou worden. Gelukkig verbeterde de gezondheid van Rudolf in januari 1601 alweer. In 1604 leek er weer beweging in de zaak te komen toen Rudolf de rijksdag van Bohemen bij elkaar liet komen om Matthias te kiezen tot zijn opvolger aldaar, maar de vergadering ging weer uiteen zonder een beslissing te hebben genomen.
Met de hulp van de Weense aartsbisschop, Melchior Khlesl, slaagde Matthias erin om op 25 april 1606 een geheim verdrag te sluiten. In dit verdrag verklaarden Matthias, Maximiliaan, Ferdinand en Maximiliaan Ernst dat Rudolf mentaal ongeschikt was en vervingen ze hem als hoofd van de Oostenrijkse Habsburgers door Matthias. Hij kreeg van hen ook de vrije hand in de onderhandelingen met de paus en de Spaanse tak om hun goedkeuring te krijgen.

### Greep naar de macht

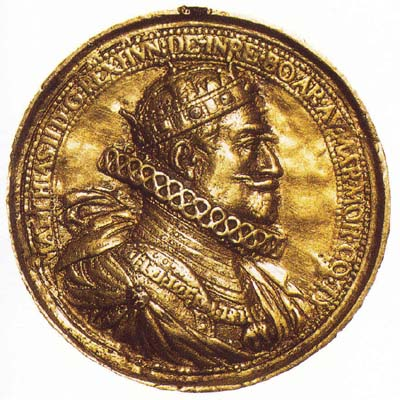
Kroningsmedaille van Matthias II als koning van Hongarije

In 1607 kwamen de heidukken in Hongarije in opstand: zij eisten de rechten op die zij onder Bocskai hadden verworven. Dit leidde er toe dat de Hongaarse adellijke loyalisten zich verbonden aan de zaak van Matthias en pleitten voor het herstel van de macht van de Habsburgers in Hongarije. De Hongaarse Rijksdag kwam in januari 1608 bijeen in Bratislava en verkoos Matthias tot hun nieuwe koning. Ook enkele andere gebieden volgden het voorbeeld van Hongarije. Zowel Voor- als Opper-Oostenrijk en Moravië erkenden Matthias als hun heerser in februari en april van dat jaar. Rudolf verklaarde dat Matthias en zijn volgelingen hard gestraft zouden worden voor hun verraderlijke daden waarop Matthias met de steun van de staten een leger bijeenbracht waarmee hij optrok naar Praag.
Door de tussenkomst van hun jongere broer Albrecht sloten Rudolf en Matthias op 25 juni 1608 de Vrede van Libeň. In dit verdrag behield Rudolf zijn keizerlijke waardigheid, Bohemen en de gebieden die onder de Kroon van Sint-Wensceslaus vielen. Matthias zou op zijn beurt gekroond worden tot koning van Hongarije en hij verkreeg ook de heerschappij over Habsburgse erflanden in Oostenrijk en Moravië. Ook werd hij erkend als erfgenaam van de Boheemse troon, maar er werden geen afspraken gemaakt over de keizerlijke successie.
In september 1608 werd Matthias in Wenen met de Stefanskroon gekroond tot koning van Hongarije. Direct na zijn troonsbestijging eisten de protestantse minderheden van zijn gebieden godsdienstige privileges van hun nieuwe heerser. Het meest verreikend waren zijn toezeggingen aan de Hongaarse protestanten.
In 1611 arriveerde bisschop Leopold van Passau, een achterneef van Matthias, met een leger van 10.000 soldaten in Bohemen en hij had daar de goedkeuring voor gekregen van keizer Rudolf. Op 14 februari ging Leopold over tot de inname van Praag. Matthias reageerde hier op zijn beurt op en verzamelde zijn eigen leger en arriveerde eind maart in Praag. Tegen die tijd was het leger van de bisschop afbetaald en waren ze vertrokken. De Boheemse staten boden Matthias het koningschap van Bohemen aan en op 23 mei van dat jaar werd hij gekroond tot koning van Bohemen.
Keizer Rudolf overleed op 20 januari 1612. Op 8 juni van dat jaar kwamen de Duitse keurvorsten bijeen. De vier kerkelijke keurvorsten en ook de hertog van Saksen hadden voorafgaand aan de verkiezing een voorkeur voor Matthias' broer Albrecht als nieuwe keizer, maar deze zag van zijn eigen kandidatuur af en steunde zijn oudere broer. Albrecht wist Saksen en de prins-bisschoppen te overtuigen. Op 13 juni verkozen de keurvorsten unaniem Matthias tot de nieuwe keizer van het Heilige Roomse Rijk. Op 24 juni kroonden de keur-bisschoppen van Trier, Mainz en Keulen de nieuwe keizer in de dom van Frankfurt.

### Keizer van het Heilig Roomse Rijk

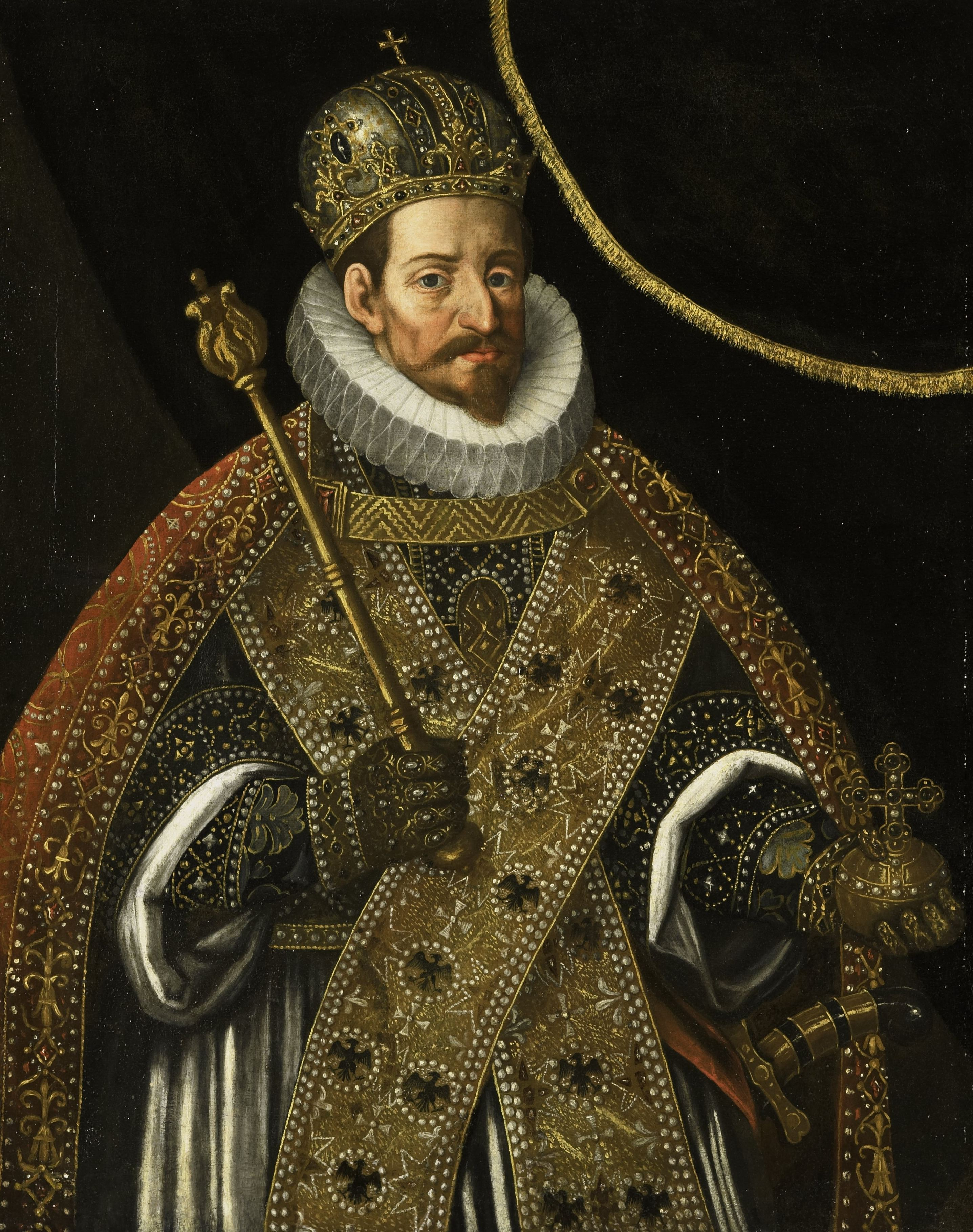
Keizerlijk portret van Matthias, geschilderd door een onbekende schilder.

Nadat Matthias gekroond was tot keizer, trok hij zich terug uit het openbare leven. Bisschop Melchior Khlesl nam de staatszaken over. Gedurende het keizerschap van Rudolf en zijn strijd met Matthias had het Duitse keizerschap de nodige schade opgelopen. Zowel Matthias als Rudolf had in deze periode de nodige concessies gedaan richting de protestanten, waardoor de vanouds belangrijke taak van de keizer als scheidsrechter bij religieuze conflicten in het rijk aan geloofwaardigheid verloor. In de periode dat Matthias aan de macht was, slaagden hij en Khlesl er niet in om deze positie te herstellen. Zo kwam op 13 augustus 1613 de eerste en laatste rijksdag van Matthias regering bijeen, maar de polarisatie tussen de katholieke en protestantse aanwezigen was te groot, waardoor de rijksdag zonder resultaat uiteenging.
Doordat Matthias zelf geen kinderen had, werd zijn successie opnieuw de inzet van verschillende takken van de Habsburgers. Koning Filips III van Spanje was de enige kleinzoon van Matthias' vader, Maximiliaan II, en had daardoor een sterke claim op het keizerschap en Filips gaf ook zelf aan deze te willen bekleden. De Spaanse tak gaf uiteindelijk zijn claim op ten faveure van de tak van Binnen-Oostenrijk en ook Albrecht legde zich neer bij het feit dat Ferdinand van Binnen-Oostenrijk de opvolger van Matthias zou worden. In de herfst van 1616 ging ook Matthias zelf akkoord met deze opvolgingsregeling.
Op 20 juni 1618 namen aartshertog Maximiliaan en hertog Ferdinand kardinaal Melchior Khlesl gevangen, waarop zij de staatszaken van de zieke Matthias overnamen. Op 14 december 1618 overleed eerst keizerin Anna, de huwelijkspartner van Matthias en de keizer zelf overleed enkele maanden later op 20 maart 1619.

## Huwelijksleven

Portret van Anna van Tirol, afkomstig uit het atelier van Frans Pourbus de Jongere.

Omstreeks 1604 was er sprake van dat Matthias een morganatisch huwelijk wilde sluiten. Dit huwelijk werd door zijn keizerlijke broer afgewezen, omdat hij het huwelijk ongepast achtte. Hun andere broer Albrecht van Oostenrijk had immers nog geen erfgenaam verwekt bij Isabella van Spanje. Rudolf weigerde dus zijn goedkeuring hiervoor te geven, waardoor hij een einde maakte aan deze plannen van Matthias. Een paar jaar later volgden huwelijksonderhandelingen voor een huwelijk tussen Matthias en de dertig jaar jongere Magdalena van Beieren, maar de onderhandelingen liepen op niets uit.
Matthias huwde in december 1611 met zijn nicht Anna (1585-1618), een dochter van Ferdinand II van Tirol. Zij was op dat moment 26 jaar oud en Matthias zou 55 worden. Vier jaar later was Anna voor het eerst zwanger, maar de zwangerschap eindigde in een miskraam. Het huwelijk bleef kinderloos. Anna en Matthias werden na hun dood bijgezet in de Kapuzinergruft (Kapucijner Grafkelder) te Wenen.

## Persoonlijkheid
Historicus Luc Duerloo beschreef Matthias als de minst talentvolle van de overlevende zonen van Maximiliaan II. Zijn carrière in de Nederlanden had laten zien dat hij nogal ijdel was en behoorlijk ambitieus. Daarnaast was hij behoorlijk goed beïnvloedbaar door zijn nabije omgeving. In tegenstelling tot zijn broer Rudolf was Matthias gesteld op gezelschap en hield hij van de jacht en de muziek.

## Kwartierstaat (voorouders)
| Wladislaus II van Hongarije (1456-1514) | Wladislaus II van Hongarije (1456-1514) | Wladislaus II van Hongarije (1456-1514) | Wladislaus II van Hongarije (1456-1514) | Wladislaus II van Hongarije (1456-1514)   | Wladislaus II van Hongarije (1456-1514)   |                                           |                                           | Anna van Foix-Candale (1484-1506)         | Anna van Foix-Candale (1484-1506)         | Anna van Foix-Candale (1484-1506) | Anna van Foix-Candale (1484-1506) | Anna van Foix-Candale (1484-1506) | Anna van Foix-Candale (1484-1506) |                                   |                                   | Filips de Schone (1478-1506)     | Filips de Schone (1478-1506)     | Filips de Schone (1478-1506)     | Filips de Schone (1478-1506)     | Filips de Schone (1478-1506)     | Filips de Schone (1478-1506)     |  |  | Johanna van Castilië (1479-1555)     | Johanna van Castilië (1479-1555)     | Johanna van Castilië (1479-1555)     | Johanna van Castilië (1479-1555)     | Johanna van Castilië (1479-1555)     | Johanna van Castilië (1479-1555)     |                              |                              | Emanuel I van Portugal (1469-1521) | Emanuel I van Portugal (1469-1521) | Emanuel I van Portugal (1469-1521) | Emanuel I van Portugal (1469-1521) | Emanuel I van Portugal (1469-1521) | Emanuel I van Portugal (1469-1521) |                                   |                                   | Maria van Aragon (1482-1517)               | Maria van Aragon (1482-1517)               | Maria van Aragon (1482-1517)               | Maria van Aragon (1482-1517)               | Maria van Aragon (1482-1517)               | Maria van Aragon (1482-1517)               |  |  |                                     |                                     |                                     |                                     |                                     |                                     |
| Wladislaus II van Hongarije (1456-1514) | Wladislaus II van Hongarije (1456-1514) | Wladislaus II van Hongarije (1456-1514) | Wladislaus II van Hongarije (1456-1514) | Wladislaus II van Hongarije (1456-1514)   | Wladislaus II van Hongarije (1456-1514)   |                                           |                                           | Anna van Foix-Candale (1484-1506)         | Anna van Foix-Candale (1484-1506)         | Anna van Foix-Candale (1484-1506) | Anna van Foix-Candale (1484-1506) | Anna van Foix-Candale (1484-1506) | Anna van Foix-Candale (1484-1506) |                                   |                                   | Filips de Schone (1478-1506)     | Filips de Schone (1478-1506)     | Filips de Schone (1478-1506)     | Filips de Schone (1478-1506)     | Filips de Schone (1478-1506)     | Filips de Schone (1478-1506)     |  |  | Johanna van Castilië (1479-1555)     | Johanna van Castilië (1479-1555)     | Johanna van Castilië (1479-1555)     | Johanna van Castilië (1479-1555)     | Johanna van Castilië (1479-1555)     | Johanna van Castilië (1479-1555)     |                              |                              | Emanuel I van Portugal (1469-1521) | Emanuel I van Portugal (1469-1521) | Emanuel I van Portugal (1469-1521) | Emanuel I van Portugal (1469-1521) | Emanuel I van Portugal (1469-1521) | Emanuel I van Portugal (1469-1521) |                                   |                                   | Maria van Aragon (1482-1517)               | Maria van Aragon (1482-1517)               | Maria van Aragon (1482-1517)               | Maria van Aragon (1482-1517)               | Maria van Aragon (1482-1517)               | Maria van Aragon (1482-1517)               |  |  |                                     |                                     |                                     |                                     |                                     |                                     |
|                                         |                                         |                                         |                                         |                                           |                                           |                                           |                                           |                                           |                                           |                                   |                                   |                                   |                                   |                                   |                                   |                                  |                                  |                                  |                                  |                                  |                                  |  |  |                                      |                                      |                                      |                                      |                                      |                                      |                              |                              |                                    |                                    |                                    |                                    |                                    |                                    |                                   |                                   |                                            |                                            |                                            |                                            |                                            |                                            |  |  |                                     |                                     |                                     |                                     |                                     |                                     |
|                                         |                                         |                                         |                                         |                                           |                                           |                                           |                                           |                                           |                                           |                                   |                                   |                                   |                                   |                                   |                                   |                                  |                                  |                                  |                                  |                                  |                                  |  |  |                                      |                                      |                                      |                                      |                                      |                                      |                              |                              |                                    |                                    |                                    |                                    |                                    |                                    |                                   |                                   |                                            |                                            |                                            |                                            |                                            |                                            |  |  |                                     |                                     |                                     |                                     |                                     |                                     |
|                                         |                                         |                                         |                                         | Anna van Bohemen en Hongarije (1503-1547) | Anna van Bohemen en Hongarije (1503-1547) | Anna van Bohemen en Hongarije (1503-1547) | Anna van Bohemen en Hongarije (1503-1547) | Anna van Bohemen en Hongarije (1503-1547) | Anna van Bohemen en Hongarije (1503-1547) |                                   |                                   |                                   |                                   |                                   |                                   | Keizer Ferdinand I (1503-1564)   | Keizer Ferdinand I (1503-1564)   | Keizer Ferdinand I (1503-1564)   | Keizer Ferdinand I (1503-1564)   | Keizer Ferdinand I (1503-1564)   | Keizer Ferdinand I (1503-1564)   |  |  | Keizer Karel V (1500-1558)           | Keizer Karel V (1500-1558)           | Keizer Karel V (1500-1558)           | Keizer Karel V (1500-1558)           | Keizer Karel V (1500-1558)           | Keizer Karel V (1500-1558)           |                              |                              |                                    |                                    |                                    |                                    | Isabella van Portugal (1503-1539)  | Isabella van Portugal (1503-1539)  | Isabella van Portugal (1503-1539) | Isabella van Portugal (1503-1539) | Isabella van Portugal (1503-1539)          | Isabella van Portugal (1503-1539)          |                                            |                                            |                                            |                                            |  |  |                                     |                                     |                                     |                                     |                                     |                                     |
|                                         |                                         |                                         |                                         | Anna van Bohemen en Hongarije (1503-1547) | Anna van Bohemen en Hongarije (1503-1547) | Anna van Bohemen en Hongarije (1503-1547) | Anna van Bohemen en Hongarije (1503-1547) | Anna van Bohemen en Hongarije (1503-1547) | Anna van Bohemen en Hongarije (1503-1547) |                                   |                                   |                                   |                                   |                                   |                                   | Keizer Ferdinand I (1503-1564)   | Keizer Ferdinand I (1503-1564)   | Keizer Ferdinand I (1503-1564)   | Keizer Ferdinand I (1503-1564)   | Keizer Ferdinand I (1503-1564)   | Keizer Ferdinand I (1503-1564)   |  |  | Keizer Karel V (1500-1558)           | Keizer Karel V (1500-1558)           | Keizer Karel V (1500-1558)           | Keizer Karel V (1500-1558)           | Keizer Karel V (1500-1558)           | Keizer Karel V (1500-1558)           |                              |                              |                                    |                                    |                                    |                                    | Isabella van Portugal (1503-1539)  | Isabella van Portugal (1503-1539)  | Isabella van Portugal (1503-1539) | Isabella van Portugal (1503-1539) | Isabella van Portugal (1503-1539)          | Isabella van Portugal (1503-1539)          |                                            |                                            |                                            |                                            |  |  |                                     |                                     |                                     |                                     |                                     |                                     |
|                                         |                                         |                                         |                                         |                                           |                                           |                                           |                                           |                                           |                                           | Keizer Maximiliaan II (1527-1576) | Keizer Maximiliaan II (1527-1576) | Keizer Maximiliaan II (1527-1576) | Keizer Maximiliaan II (1527-1576) | Keizer Maximiliaan II (1527-1576) | Keizer Maximiliaan II (1527-1576) |                                  |                                  |                                  |                                  |                                  |                                  |  |  |                                      |                                      |                                      |                                      |                                      |                                      | Maria van Spanje (1528-1603) | Maria van Spanje (1528-1603) | Maria van Spanje (1528-1603)       | Maria van Spanje (1528-1603)       | Maria van Spanje (1528-1603)       | Maria van Spanje (1528-1603)       |                                    |                                    |                                   |                                   |                                            |                                            |                                            |                                            |                                            |                                            |  |  |                                     |                                     |                                     |                                     |                                     |                                     |
|                                         |                                         |                                         |                                         |                                           |                                           |                                           |                                           |                                           |                                           | Keizer Maximiliaan II (1527-1576) | Keizer Maximiliaan II (1527-1576) | Keizer Maximiliaan II (1527-1576) | Keizer Maximiliaan II (1527-1576) | Keizer Maximiliaan II (1527-1576) | Keizer Maximiliaan II (1527-1576) |                                  |                                  |                                  |                                  |                                  |                                  |  |  |                                      |                                      |                                      |                                      |                                      |                                      | Maria van Spanje (1528-1603) | Maria van Spanje (1528-1603) | Maria van Spanje (1528-1603)       | Maria van Spanje (1528-1603)       | Maria van Spanje (1528-1603)       | Maria van Spanje (1528-1603)       |                                    |                                    |                                   |                                   |                                            |                                            |                                            |                                            |                                            |                                            |  |  |                                     |                                     |                                     |                                     |                                     |                                     |
|                                         |                                         |                                         |                                         |                                           |                                           |                                           |                                           |                                           |                                           |                                   |                                   |                                   |                                   |                                   |                                   |                                  |                                  |                                  |                                  |                                  |                                  |  |  |                                      |                                      |                                      |                                      |                                      |                                      |                              |                              |                                    |                                    |                                    |                                    |                                    |                                    |                                   |                                   |                                            |                                            |                                            |                                            |                                            |                                            |  |  |                                     |                                     |                                     |                                     |                                     |                                     |
|                                         |                                         |                                         |                                         |                                           |                                           |                                           |                                           |                                           |                                           |                                   |                                   |                                   |                                   |                                   |                                   |                                  |                                  |                                  |                                  |                                  |                                  |  |  |                                      |                                      |                                      |                                      |                                      |                                      |                              |                              |                                    |                                    |                                    |                                    |                                    |                                    |                                   |                                   |                                            |                                            |                                            |                                            |                                            |                                            |  |  |                                     |                                     |                                     |                                     |                                     |                                     |
| Anna van Oostenrijk (1549-1580)         | Anna van Oostenrijk (1549-1580)         | Anna van Oostenrijk (1549-1580)         | Anna van Oostenrijk (1549-1580)         | Anna van Oostenrijk (1549-1580)           | Anna van Oostenrijk (1549-1580)           |                                           |                                           | Keizer Rudolf II (1552-1612)              | Keizer Rudolf II (1552-1612)              | Keizer Rudolf II (1552-1612)      | Keizer Rudolf II (1552-1612)      | Keizer Rudolf II (1552-1612)      | Keizer Rudolf II (1552-1612)      |                                   |                                   | Ernst van Oostenrijk (1553-1595) | Ernst van Oostenrijk (1553-1595) | Ernst van Oostenrijk (1553-1595) | Ernst van Oostenrijk (1553-1595) | Ernst van Oostenrijk (1553-1595) | Ernst van Oostenrijk (1553-1595) |  |  | Elisabeth van Oostenrijk (1554-1592) | Elisabeth van Oostenrijk (1554-1592) | Elisabeth van Oostenrijk (1554-1592) | Elisabeth van Oostenrijk (1554-1592) | Elisabeth van Oostenrijk (1554-1592) | Elisabeth van Oostenrijk (1554-1592) |                              |                              | Keizer Matthias (1557-1619)        | Keizer Matthias (1557-1619)        | Keizer Matthias (1557-1619)        | Keizer Matthias (1557-1619)        | Keizer Matthias (1557-1619)        | Keizer Matthias (1557-1619)        |                                   |                                   | Maximiliaan III van Oostenrijk (1558-1618) | Maximiliaan III van Oostenrijk (1558-1618) | Maximiliaan III van Oostenrijk (1558-1618) | Maximiliaan III van Oostenrijk (1558-1618) | Maximiliaan III van Oostenrijk (1558-1618) | Maximiliaan III van Oostenrijk (1558-1618) |  |  | Albrecht van Oostenrijk (1559-1521) | Albrecht van Oostenrijk (1559-1521) | Albrecht van Oostenrijk (1559-1521) | Albrecht van Oostenrijk (1559-1521) | Albrecht van Oostenrijk (1559-1521) | Albrecht van Oostenrijk (1559-1521) |

vet = keizer · cursief = tegenkoning · 1 = medekoning (in een deelrijk) · 2 = afkomstig uit een andere dynastie